# 上野英三郎
上野英三郎（日语：／ Ueno Hidesaburō，1872年1月19日—1925年5月21日）是日本东京帝国大学（現東京大學）的教授和农学博士，是日本現代農業工程學的奠基者，同時在大眾文化中以傳奇性秋田犬忠犬八公的飼主而聞名。

## 生平
上野英三郎出生于三重縣久居市（现津市）。1895年，他毕业于帝国大学农科大学。同年，他留校深造，学习农业工程并进行农具研究。1900年7月10日，他開始在東京帝國大學擔任助理教授並任教。1902年，他晉升爲副教授。
當日本於1899年制定「農地整理法」、並於翌年開始全國性的農地改造時，上野英三郎作為國內唯一的農業工程學者而受到重視，並於1905年被農商務省任命為農業土木技術員養成官，此後20年間都致力於培養農業技術人才，主要是關於耕地土壤的改良，這些技術對關東大地震後的復興起到不小的作用。
1916年，上野英三郎晉升正教授。1925年，他在開講座時突發腦溢血而離世，享年53歲。

## 家族
- 父親：上野六兵衛，三重縣平民。
- 母親：，三重縣平民。
- 孫子：上野一人，政治家，原三重縣議會（日语：三重県議会）的議長。
- 親戚：上野隆紘，原中国放送（RCC）播音員。

## 忠犬八公

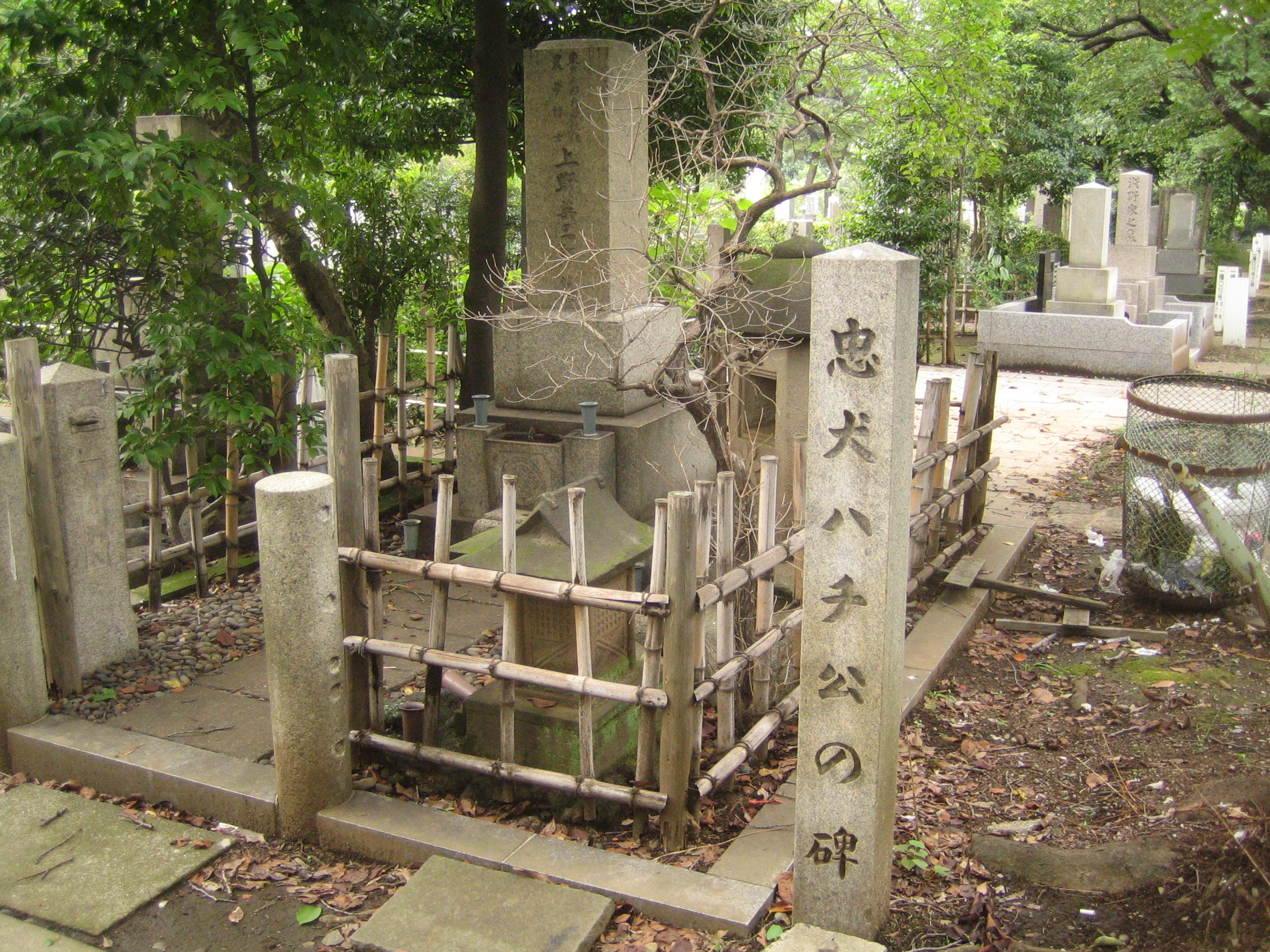
上野英三郎和忠犬八公的陵墓，位于東京都港區南青山青山靈園。

1924年，上野英三郎領養了一隻秋田犬，取名爲「八公」（ハチ公，Hachikō）。每天上野英三郎去上班時，八公都跟隨他到澀谷站，下班後八公就在澀谷站等他。
上野英三郎死後，八公仍然每天去澀谷站進行無休止的等待，

1932年，八公已經9歲的時候。當時有一位日本犬研究者齋藤弘吉，在進行日本犬的田野調查時，意外得知八公的故事，在1932年時寫成文章刊登在《朝日新聞》上，題名為〈令人憐愛的老犬故事〉（いとしや老犬物語），副標寫著「現在仍等待著不在世上的主人回來」，因為這篇故事而讓八公的名聲廣為人知，自此才有了「忠犬八公」的稱呼。

八公直到1935年即十年後牠患癌症與絲蟲性象皮病而死亡。

忠犬八公死後被埋葬於東京都青山靈園的上野英三郎墓旁邊。1934年，人們在澀谷站前建立了忠犬八公的銅像，忠犬八公的故事也在日本國內以及國際上傳爲佳話。

## 延伸阅读
- Skabelund, Aaron Herald. . Columbia University. 2011. ISBN 978-0-8014-5025-9.
- Skabelund, Aaron Herald. . Berfrois.com. 2011-09-23  [2017-04-30]. （原始内容存档于2020-11-09）.
- Skabelund, Aaron Herald. . global.udn.com. 2023-11-10  [2023-11-10]. 原始内容存档于2023-11-14.